# Hadis Zubanović
Hadis Zubanović (ur. 14 stycznia 1978 w Sarajewie) – bośniacki piłkarz występujący na pozycji napastnika.

## Przebieg kariery
Zubanović zaczął karierę w klubie FK Željezničar, podczas której dwukrotnie do niego wracał. Łącznie spędził w tym klubie 8 sezonów. Występował także w tureckich: Karabükspor, İstanbulspor A.Ş., rosyjskiej Anży Machaczkała, klubie z ZEA Diba Al-Hisn, Veležu Mostar i Zagłębiu Sosnowiec.

## Sukcesy
- Dwukrotne mistrzostwo oraz puchar i dwukrotny superpuchar Bośni i Hercegowiny z FK Željezničar
- 15 bramek w 44 meczach w barwach Zagłębia (stan na dzień 19.07.2006)
- awans z Zagłębiem do ekstraklasy.